# Santa esponja

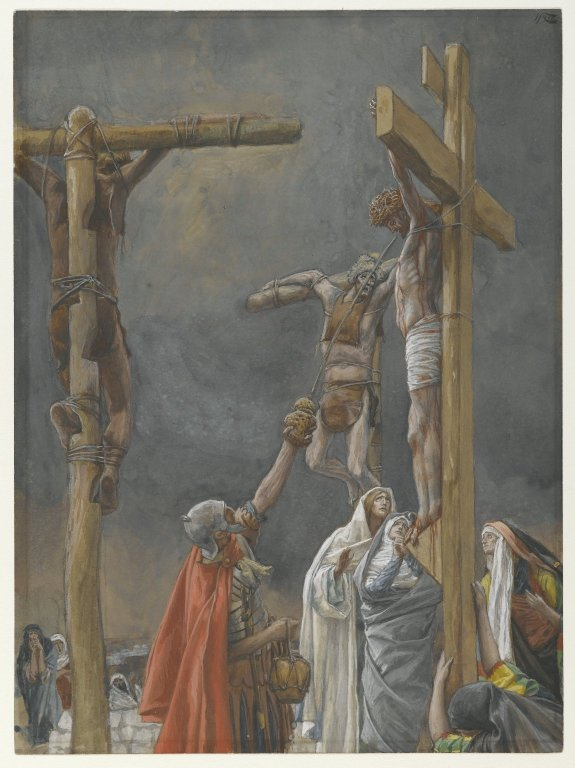
Representación de James Tissot. Aquí, la rama de hisopo se utiliza como una especie de pajita, y «Estefatón» exprime la esponja. (c. 1880, gouache sobre grafito sobre papel verjurado

La «esponja sagrada» es uno de los instrumentos de la Pasión de Jesús. Se mojó en vinagre (ὄξος; en algunas traducciones, vino agrio), probablemente posca, una bebida habitual de los soldados romanos, y se le ofreció a Jesús para beber durante la crucifixión, según Mateo 27:48, Marcos 15:36, y Juan 19:29.

## Historia

### Jerusalén
Un objeto que se creía que era la Esponja Sagrada era venerado en Tierra Santa, en el Cenáculo de la basílica constantiniana, donde Sofronio de Jerusalén habló de él c. 600 d. C.:

Y déjame ir con alegría

al espléndido santuario, el lugar

donde la noble emperatriz Helena

encontró la divina madera;

y subir,

con el corazón sobrecogido por el temor reverente,

y ver el Cenáculo,

la caña, la esponja y la lanza.

Entonces podré contemplar

la fresca belleza de la basílica

donde coros de monjes

cantan cada noche cantos de alabanza.
Sofronio.

### Roma
En la Basílica de San Juan de Letrán en Roma, se venera una esponja marrón. Hay otras piezas de esponja en los siguientes lugares:
- la Basílica de Santa María la Mayor
- la Basílica de Santa María en Trastevere
- Santa María en Campitelli.

### Constantinopla y Francia
En el siglo VII, Nicetas participó en la conquista de Egipto con Focas. Era famoso por llevar a Constantinopla desde Palestina en 612 unos objetos que él afirmaba que eran la Santa esponja y la Lanza Sagrada (la «Lanza sagrada»). Entre 619 y 628/9 pudo haber sido exarca de África.
Esta esponja permaneció en Constantinopla hasta que fue comprada al Emperador latino Balduino II por Luis IX de Francia entre las reliquias que necesitaba para la Sainte-Chapelle de París. Los participantes en la Revolución Francesa dispersaron estas reliquias (incluida la Corona de espinas y un trozo de la Vera Cruz). Algunas fueron a parar brevemente a la Bibliothèque Nationale. Sin embargo, más tarde fueron devueltas a Notre-Dame de París.